# Мейман, Наум Натанович
Но́хим Са́нелевич (Нау́м Ната́нович) Ме́йман (12 мая 1912, Базар, Овручский уезд, Волынская губерния — 31 марта 2001, Израиль) — советский математик, физик, диссидент, активист еврейского отказнического движения, член Московской Хельсинкской группы. Доктор физико-математических наук (1937), почётный профессор Тель-Авивского университета.

## Биография
Родился в местечке Базар Овручского уезда (ныне Народичский район Житомирской области), в семье лесоторговца. Брат — экономисторик-медиевист М. Н. Мейман.
В 1932 году окончил экстерном Казанский университет. В 1937 году в возрасте 26 лет защитил докторскую диссертацию. С 1939 года — профессор математики Казанского университета. Ученик Николая Чеботарёва.
Работал два года в математическом институте при Харьковском университете, где познакомился с великим физиком Л. Д. Ландау. Все годы до смерти Ландау их соединяла дружба, а часто и сотрудничество. Так, в 1956 году Мейман прочел на Всесоюзном математическом съезде доклад от имени коллектива из Меймана, Ландау и Халатникова. Именно эта работа принесла авторам Сталинскую премию.
После войны переехал в Москву, до 1948 года работал в Институте физической химии АН СССР. С 1947 года по совместительству, в 1948—1954 на постоянной основе заведовал вычислительным бюро Института физических проблем, входившем в теоретический отдел, под руководством Ландау, а также работал в Институте теоретической и экспериментальной физики АН СССР.
В 1953 году стал лауреатом Сталинской премии 2-й степени по теоретической физике — «за расчетно-теоретические работы по изделию РДС-6с и РДС-5». Внёс вклад в математическую сторону разработки ядерного оружия.
В 1968 году Мейман принял участие в петиционной кампании по делу Александра Гинзбурга, Юрия Галанскова и др. После подписания «письма 99» в защиту Есенина-Вольпина был уволен с работы.
В 1971 году вышел на пенсию, после чего подал документы на репатриацию в Израиль. В 1975 году Мейману отказали «из соображений секретности». С этого времени Наум Мейман — активный участник еврейского эмиграционного движения. Участвовал в демонстрациях отказников, подписал ряд писем и обращений в защиту движения, в декабре 1976 года был председателем семинара, посвящённого состоянию и перспективам еврейской культуры в СССР.
В 1977 году стал членом Московской Хельсинкской Группы (МХГ). Подписал около 100 документов группы. По инициативе Меймана в 1979 году был выпущен документ № 112 «Дискриминация евреев при поступлении в университеты».
Наряду с работой в МХГ, продолжал активную деятельность в рамках еврейского эмиграционного движения. Принял участие в семинаре физиков-отказников, написал статью «Монумент у Бабьего Яра» о стремлении властей скрыть, что основными жертвами расстрелов в Бабьем Яре были евреи.
За правозащитную деятельность Наум Мейман неоднократно подвергался арестам, обыскам, отключению телефона, допросам.
Несколько лет боролся также за право жены Инны Мейман-Китросской на лечение за рубежом. Она скончалась в феврале 1987 года в Вашингтоне. Мейману не было разрешено принять участие в её похоронах.
В 1988 году Мейман репатриировался в Израиль, где был выбран почётным профессором Тель-Авивского университета, где в 1992 году в связи с восьмидесятилетием была проведена конференция в его честь. Скончался в 2001.
Дочь Ольга Плам живёт в Боулдере, штат Колорадо, США.

## Электронные журналы
- Московская Хельсинкская группа. Мейман Наум Натановичрус.
- Список работ Меймана (недоступная ссылка)